# Talp daurat robust
El talp daurat robust (Amblysomus robustus) és una espècie de talp daurat endèmica de Sud-àfrica. Els seus hàbitats naturals són els boscos temperats, boscos humits de terres baixes tropicals o subtropicals, matollars temperats, matollars secs tropicals o subtropicals, herbassars temperats, herbassars de plana tropicals o subtropicals, terres arables, pastures, plantacions, jardins rurals, zones urbanes i vegetació introduïda. Està amenaçat per la pèrdua d'hàbitat.